# Bring Me the Horizon
Bring Me the Horizon (abreviado BMTH) es una banda británica de rock proveniente de Sheffield, Inglaterra. Se formó en 2003 y actualmente está conformada por el vocalista Oliver Sykes, el guitarrista Lee Malia, el bajista Matt Kean y el baterista Matt Nicholls. Están firmados por RCA Records a nivel mundial y por Columbia Records para Estados Unidos exclusivamente. El estilo musical de sus inicios así como el de su álbum debut Count Your Blessings era el deathcore, pero en sus siguientes discos adoptaron un estilo más ecléctico del metalcore. Sin embargo, su penúltimo álbum That's The Spirit marcó un nuevo giro en su estilo musical al producir una obra no tan agresiva y mucho más inclinada hacia el pop rock con un sonido más comercial, pero actualmente con su más reciente álbum Amo han experimentado con sonidos nuevos así como el electropop, el power pop e incluso el nu metal y combinaciones entre otros géneros del pop y la electrónica.
Bring Me the Horizon lanzó su disco Count Your Blessings en 2006, el cual se encontró con opiniones mixtas entre el público y los críticos. En 2008, con la salida de su segundo álbum Suicide Season se alejaron, que demostró ser lo bastante creativo para ser un éxito comercial y elogios entre la crítica. Siguiendo un nuevo estilo musical, en 2010 sacan su tercer álbum There Is a Hell, Believe Me I've Seen It. There Is a Heaven, Let's Keep It a Secret, el cual los impulsó hacia la fama internacional, incorporando en este, sonidos clásicos y eléctricos. Su álbum debut en una gran disquera, Sempiternal alcanzó la certificación de Oro en Australia (35.000) y Plata en el Reino Unido (60.000). That's The Spirit debutó en el #2 lugar en las carteleras de Reino Unido, superando por casi dos veces a su anterior álbum con 44.300 ventas en su primera semana. Su sexto álbum, Amo fue lanzado en 2019 y debutó en el puesto #14 en los Billboard 200. Aparte de estos seis álbumes, también han lanzado dos extended plays y un álbum en vivo.

## Historia

### Comienzo, demos y primer EP (2002-2006)
Los miembros fundadores de Bring Me the Horizon provenían de diversos orígenes musicales dentro del metal y el rock. Matt Nicholls y Oliver Sykes tenían un interés común en el metalcore estadounidense como Norma Jean y Skycamefalling, y solían asistir a espectáculos locales de punk hardcore. Más tarde conocieron a Lee Malia, quien habló con ellos sobre bandas de thrash metal y death metal melódico como Metallica y At the Gates; Malia también había formado parte de una banda tributo a Metallica antes de conocer al dúo. Bring Me the Horizon se formó oficialmente en marzo de 2004, cuando los miembros tenían entre 15 y 17 años. Curtis Ward, que también vivía en el área de Rotherham, se unió como guitarrista, Sykes como vocalista, Malia en la guitarra principal y Nicholls en la batería. El bajista Matt Kean, que estaba en otras bandas locales, completó la formación. Su nombre fue tomado de la línea de la película Piratas del Caribe La Maldición de la Perla Negra, donde el Capitán Jack Sparrow dice "Ahora, tráeme ese horizonte". La banda tocó su primer show en vivo el 15 de abril de 2004, en The Charter Arms en Rotherham, Inglaterra.
En los meses posteriores a su formación, Bring Me the Horizon creó un álbum demo titulado The Bedroom Sessions. Después, lanzaron su primer EP, This Is What the Edge of Your Seat, en septiembre de 2004, a través del sello local británico Thirty Days of Night Records. Bring Me the Horizon fue la primera firma del sello. Fue grabado en Pristine Studios en Nottingham en el transcurso de dos fines de semana, con batería y bajo colocados durante el primer fin de semana, y guitarras y voces completadas una semana después.
El sello británico Visible Noise se dio cuenta de la banda después del lanzamiento de su EP, y los firmó para un contrato de cuatro álbumes, además de relanzar el EP en enero de 2005. El relanzamiento ganó la banda significativamente atención, llegando finalmente al número 41 en las listas de álbumes del Reino Unido. Más tarde, la banda fue galardonada como mejor nueva banda británica en los Kerrang! Awards 2006.
La primera gira de la banda fue apoyar The Red Chord en todo el Reino Unido. Al igual que con otras giras tempranas, pudieron obtener esta ranura engañando a los promotores del lugar. La madre de Kean y Oliver, Carol Sykes, eran los gerentes de facto de la banda en este momento, un papel que continuaron ocupando hasta 2008. Para el apoyo de The Red Chord, Kean envió un correo electrónico a los promotores y fingió que estaban abriendo en todas las fechas, cuando se suponía que debían tocar solo en su show local. Esto los llevó a ser reservados para todo el recorrido. En otro caso, Sykes creó una cuenta de correo electrónico a nombre del vocalista de Johnny Truant, Oliver Mitchell, que usó para contactar a un promotor que le solicitaba Bring Me the Horizon en su gira. El consumo de alcohol estuvo presente en sus presentaciones en vivo en su historia temprana cuando la banda se emborrachaba tanto que vomitaban en el escenario y dañaban su equipo.

### Count Your Blessings(2006-2007)

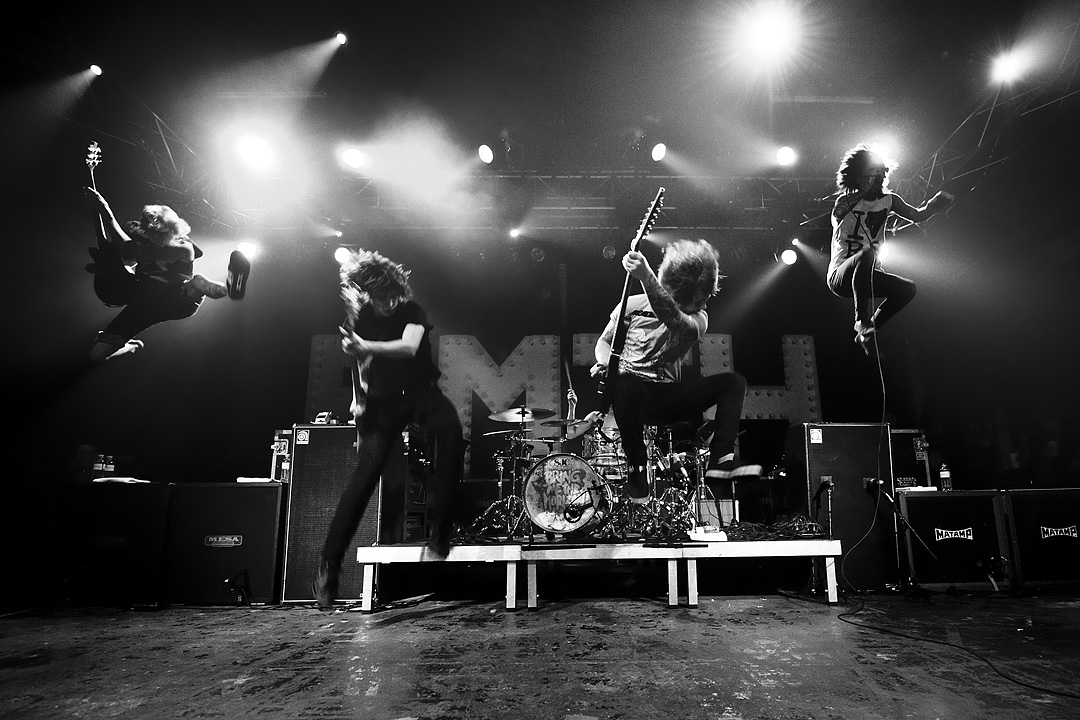
Bring Me the Horizon en Vienna

La banda lanzó su álbum debut Count Your Blessings en octubre de 2006 en el Reino Unido y en agosto de 2007 en los Estados Unidos. Alquilaron una casa en el campo para escribir canciones, pero se distrajeron fácilmente. Luego grabaron el álbum en el centro de Birmingham, un proceso que fue infame por su consumo excesivo y peligroso. Durante este período, el baterista Nicholls lo resumió diciendo "salíamos todas las noches, solo éramos jóvenes regulares de 18 años". Los críticos criticaron el álbum agregando a las respuestas fuertemente polarizadas que la banda ya estaba viendo del público.
Promocionaron Count Your Blessings al realizar una larga gira de por el Reino Unido en noviembre, e inmediatamente siguieron esto junto con Lostprophets y The Blackout en una gira por el Reino Unido hasta finales de noviembre y diciembre de 2006.
En enero de 2007, Bring Me the Horizon pudo establecer su mirada más allá del Reino Unido, cuando reemplazaron a Bury Your Dead en la gira europea de Killswitch Engage. El espacio quedó disponible después de que Bury Your Dead se vio obligado a retirarse por la partida de la banda de su vocalista, Mat Bruso. La presencia de Bring Me the Horizon en la gira fue mal recibida por los fanáticos de Killswitch Engage, y los asistentes al concierto regularmente arrojaban botellas a la banda antes de que incluso comenzaran a tocar.

### Suicide Seasony salida de Curtis Ward (2008-2009)
Bring Me the Horizon grabó su segundo álbum de estudio, Suicide Season, en Suecia con el productor Fredrik Nordström. No se impresionó con su primer álbum e inicialmente estuvo ausente de las sesiones de grabación a menos que necesitara estar allí. Nordström luego escuchó el nuevo sonido con el que estaban experimentando durante una sesión de grabación y se involucró mucho en la grabación. Fue promovido viralmente en las semanas previas a su lanzamiento con la etiqueta promocional "Septiembre es temporada de suicidios". Para promover Suicide Season, la banda se embarcó en su primera gira principal por los Estados Unidos, además de aparecer en el Warped Tour 2008. En mayo de 2008, Bring Me the Horizon fue la banda principal de apoyo en la gira australiana de despedida de I Killed the Prom Queen con The Ghost Inside y The Red Shore.
Suicide Season se lanzó el 18 de septiembre de 2008 en los Estados Unidos en Epitaph y el 29 de septiembre en Europa a través de Visible Noise. En 2009, Bring Me the Horizon asistió al Kerrang! Tour 2009 junto a Black Tide, Dir En Grey, In Case of Fire y Mindless Self Indulgence. También se unieron Thursday, Cancer Bats, Four Year Strong y Pierce the Veil en la etapa norteamericana de la gira Taste of Chaos 2009 de febrero a abril después del organizador de la gira Kevin Lyman les ofreció la ranura.

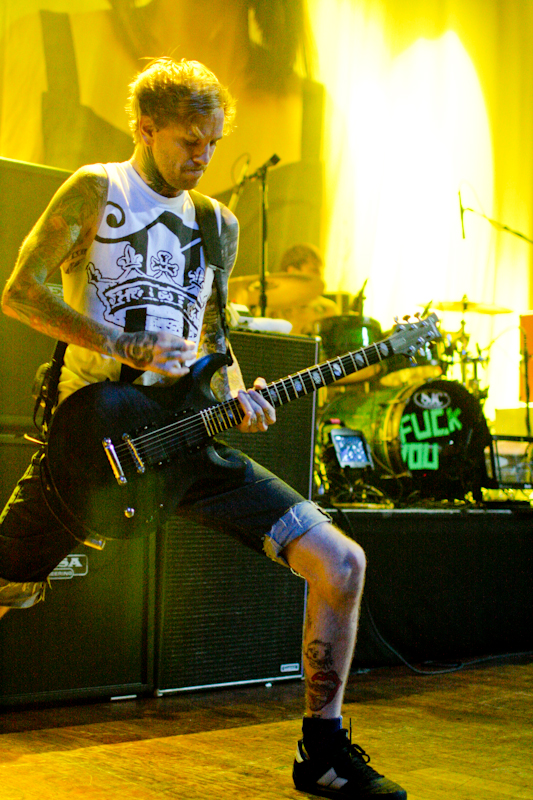
Jona Weinhofen tocando con la banda en 2009 después de dejar Bleeding Through.

Durante la gira Taste of Chaos en marzo de ese año, el guitarrista Curtis Ward dejó la banda. Su relación con la banda se había deteriorado ya que sus actuaciones en el escenario eran pobres. Fue abusivo con el público durante la gira Taste of Chaos y había contribuido poco en la composición de Suicide Season. Otra razón de su partida fue el empeoramiento del tinnitus en su único oído funcional. Ward nació sordo en un oído y admitió que tocar en la banda empeoró el zumbido en su otro oído hasta tal punto que no pudo dormir por la noche. Ward se ofreció a realizar el resto de las fechas de la gira, lo que la banda rechazó y, en cambio, le pidió a su técnico de guitarra, Dean Rowbotham, que lo sustituyera por las presentaciones restantes. Lee Malia señaló que la partida de Ward ayudó a mejorar el estado de ánimo de todos, ya que había sido muy negativo. Dentro de una semana de terminar la gira, Sykes comenzó a hablar con Jona Weinhofen, en ese momento el guitarrista de Bleeding Through. La banda sabía de él por su trabajo con su antigua banda I Killed the Prom Queen, y se le pidió que se uniera a ellos. Ward ha trabajado desde entonces en el programa de televisión Top Gear, y ocasionalmente ha actuado en el escenario con Bring Me The Horizon, tocando "Pray For Plagues", más notablemente en el Wembley Arena en 2015. En 2016, se anunció que Ward se había unido a la banda Counting Days.
En noviembre de 2009, Bring Me the Horizon lanzó una versión remix de Suicide Season, titulada Suicide Season: Cut Up!. Los músicos y productores que aparecen en el álbum incluyen: Ben Weinman, Skrillex, L'Amour La Morgue, Utah Saints y Shawn Crahan. Musicalmente, el álbum incorpora muchos géneros que incluyen: electrónica, batería y bajo, hip-hop y dubstep. El estilo dubstep del disco ha sido reconocido en pistas por Tek-One y Skrillex, mientras que los elementos de hip-hop se encuentran en el remix de Travis McCoy de "Chelsea Smile".

### There Is A Hell Believe Me I've Seen It. There Is A Heaven, Let's Keep It A Secret(2010-2011)
En una entrevista con la revista Kerrang, el quinteto anuncia escribir el siguiente disco a mediados del 2009, con el plan de ir al Studio Fredman con el productor Fredrik Nordström (que produjo Suicide Season), en marzo del 2010, se estimaba que el álbum saliera a la venta a mediados de 2010. También se afirmó que Weinhofen tocaría los teclados en el disco, además de la guitarra rítmica. El 20 de agosto de 2010, la banda lanza el sencillo It Never Ends. El disco se lanzó el 4 de octubre, este cuenta con bastantes similitudes a antecesor, Suicide Season. En el participa/colabora Josh Scogin (de The Chariot), Lights, Josh Franceschi (de You Me at Six) y Sonny Moore, que paritcipó en la producción de todas las canciones, además fue ayudante en los coros. La canción Don´t Go es donde se nota su voz en los coros junto con Lights y también en la canción Visions. En diciembre de ese mismo año, la banda se enmarcó en una gira por Europa, con Bullet For My Valentine como cabeza de cartel y la participación de Atreyu. Gira que estuvo conformada por cinco conciertos por todo Reino Unido.

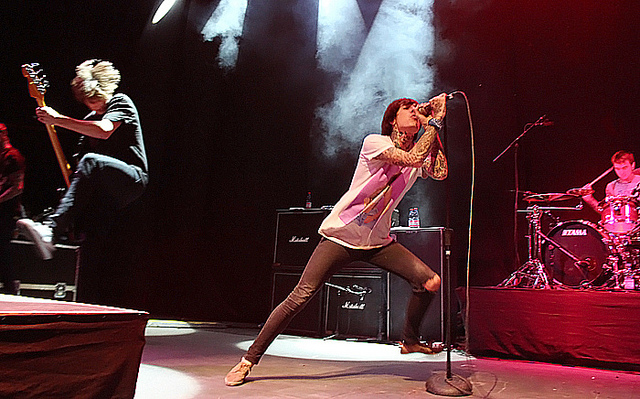
Bring Me the Horizon en 2011

En abril del 2011, volvieron a realizar una gira por toda Europa, que comenzaría en Reino Unido. Junto a Parkway Drive y Architects como teloneros principales. Además, contaron con el apoyo de The Devil Wears Prada para su concierto de apertura en Reino Unido. Y con el grupo de dubstep, Tek-una para el resto del continente. La gira obtuvo mucha publicidad y llegó a ser considerada como la mejor del año por la revista Rock Sound. A pesar de ello, la gira sufrió algunos percances: Matt Nicholls se rompió un brazo mientras jugaba al fútbol. Pero, en vez de cancelarla, el batería de Architects, Dan Searle, se ofreció a rellenar el hueco de Matt.
Sin embargo, esto tuvo como consecuencia la reducción del setlist. Otro de los percances, fue el corte de corriente el 28 de abril en la Bristol O2 Academy durante el concierto de Parkway Drive. Ante este acontecimiento, Bring Me The Horizon decidió tocar cuatro temas en acústico: “The Sadness Will Never End", "It Never Ends", "Suicide Season" y "Chelsea Smile". La gira se extendió hasta América del Norte, desde el 31 de agosto hasta el 4 de octubre, manteniendo a Architects y Parkway Drive en el cartel, e incluyendo a Deez Nuts. El 23 de agosto realizaron el videoclip de su cuarto sencillo “Visions” y el 31 de octubre, día de Halloween, empezaron a grabar “Alligator Blood”.
El 31 de octubre se anunció la nominación de Bring Me The Horizon en los premios Independent Music Awards en las categorías de: Best Live Act, Independent Breakthrough of Year y Hardest Working Band or Artist. En diciembre de 2011, Machine Head terminó una gira de conciertos junto a Bring Me The Horizon como banda de apoyo y con DevilDriver y Darkest Hour como soportes. Oliver Sykes dijo que esas serían sus últimas actuaciones antes de la grabación de su cuarto álbum.
2011 concluyó con el anuncio realizado por la banda el 29 de diciembre de un nuevo trabajo titulado “The Chill Out Sessions” en colaboración con el dj británico “Draper”. Este mismo realizaría el primer remix de la canción “Blessed with a Curse” en mayo del 2011. El EP iba a ser publicado el día de año nuevo, pero se canceló.

### SempiternalY salida de Jona Weinhofen (2012-2013)
Tras la gira, Bring Me The Horizon terminó con la promoción de su tercer álbum a finales del 2011 y regresaron a Reino Unido para empezar a trabajar en su cuarto álbum. Al igual que con sus dos anteriores CD, la banda optó por el aislamiento a fin de mejorar su concentración. Se retiraron a grabar en el Lake District y en julio de 2012 comenzaron a publicar imágenes de ellos mismos durante la grabación en el Top Secret Studio Location. Además revelaron que el trabajo estaría producido por Terry Date. Aunque en una entrevista reconocieron que Terry Date no ayudó mucho a la creación de este álbum porque los miembros de la banda no quisieron y él estaba de acuerdo con esto. Se quejaron de que se llevaba más mérito del que debería ya que dicen que ayudó todo lo que pudo y no fue mucho debido a que los miembros ya sabían como querían que sonase el álbum.
El 30 de julio, la banda firmó con RCA. Durante 2012, solo realizaron tres conciertos: los correspondientes al Warped Tour 2012, el del 10 de noviembre en el Alexandra Palace en Londres donde fueron cabeza de cartel. En principio se creía que este sería su único concierto. Los siguientes fueron el del 22 de octubre de la BBC Radio 1's donde tocaron seis canciones junto a Bullet For My Valentine y en otro que sirvió como calentamiento para el Warped Tour en Sheffield el 9 de noviembre.
A finales de octubre, la banda anunció el nombre de su nuevo álbum Sempiternal y su salida a la venta a principios de 2013. El 22 de diciembre lanzarían el disco de colaboración The Chill Out Sessions con Draper de forma gratuita.
Tras la salida del guitarrista componente Jona Weinhofen, el grupo anunció su próximo álbum Sempiternal publicado el 29 de abril. Tras adelantar el sencillo Shadow Moses, la banda publicó el 22 de enero a través de su canal oficial de Youtube el videoclip del sencillo que representaría su próximo álbum Sempiternal. La canción se pudo escuchar por primera vez, en la Radio 1 de Daniel P. Carter y debido a su gran éxito Epitaph tuvo que publicar el videoclip una semana antes de lo previsto. En enero, la banda sufrió también unos cambios en su formación: primero con la entrada del teclista Jordan Fish, que había participado en la composición y grabación del nuevo álbum, y la salida de Jona Weinhofen. Ante las especulaciones e hipótesis negaron que Fish fuera a sustituir a Weinhofen. 

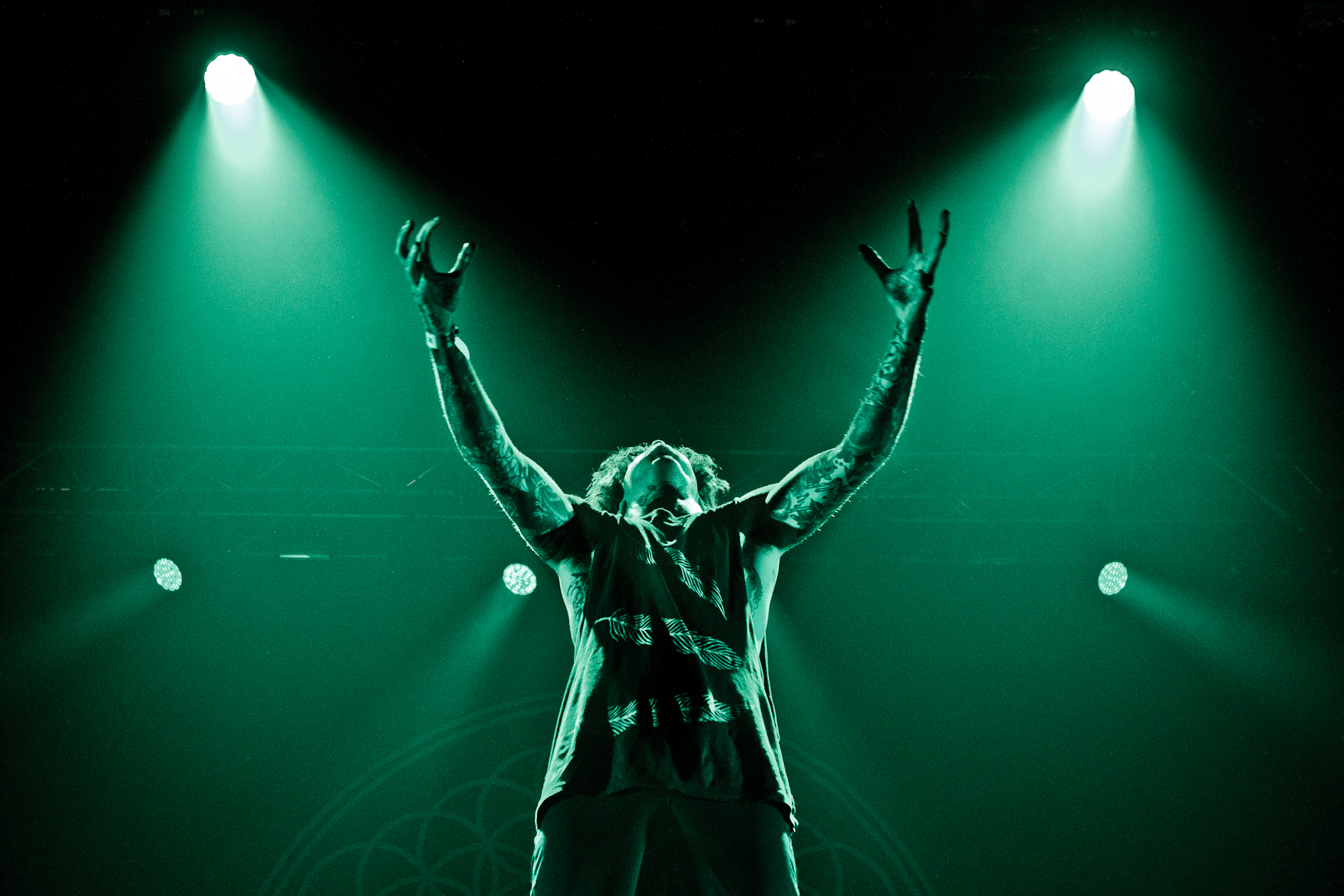
El vocalista Oliver Sykes en el Southside Festival en Alemania en 2014

Hasta el momento, se ha confirmado la participación de la banda en festivales como el: Australian Soundwave festival compuesto por cinco fechas en: Brisbane, Sídney, Melbourne, Adelaida y Perth. En el "Ram Festival" en Sudáfrica junto a As I Lay Dying y Rise Against en marzo. Y los festivales de Rock Am Ring y Rock Im Park en Alemania en junio de 2013. Y además, volverán a repetir participación en el Warped Tour 2013 en Estados Unidos y Canadá durante los meses de junio y agosto. Además, coincidiendo con la salida del nuevo álbum, el grupo ha planeado su primera gira en Reino Unido de 18 meses junto a Crossfaith.
La banda lanzó su cuarto álbum, Sempiternal, el 1 de abril de 2013, el primero para su nuevo sello discográfico. El 19 de febrero anunciaban el segundo adelanto oficial de su último disco a través de su Facebook, el nuevo sencillo Antivist. A través de su página oficial pedían a sus seguidores que publicaran un tuit con el #Antivist para desbloquear y escuchar el tema.

### That's The Spirit(2014-2017)
El 13 de octubre, la banda anunció que entrarían al estudio a principios de 2015 para grabar la continuación del álbum Sempiternal. La banda decidió que si #DROWN se convertía en trending topic en Twitter, lanzarían antes el sencillo y así sucedió en el Reino Unido, así que el sencillo se publicó el 21 de octubre de 2014 en la Radio BBC1, a las pocas horas de lanzar el sencillo se estuvo filtrando por Youtube y la banda se dispuso a subir su vídeo correspondiente.
El 21 de octubre, Oliver Sykes anunció que una nueva canción llamada "Don't Look Down" se publicaría la siguiente semana también por radio.
Tras el lanzamiento de "Don't Look Down" y la indignación y confusión de los fanes, la banda decidió aclarar que la canción no sería incluida en su nuevo disco, sino que fue realizada para una película llamada Drive Rescore
A finales de 2014, la banda lanzó su línea de mercancía oficial llamada Horizon Supply Co. Contando con diferentes modelos de productos basados principalmente en su álbum Sempiternal.
En julio del 2015, la banda anunció que próximamente lanzaría un nuevo álbum de estudio titulado "That's the Spirit". Antes de su lanzamiento oficial, se publicaron algunas de las canciones del nuevo álbum, empezando con "Happy Song", tema publicado el 12 de julio y que causó revuelo en los fanes ya que con él, se vio un cambio drástico en el género musical de la banda. Posteriormente, el jueves 23 de julio, se dio a conocer el tema "Throne", y junto a él, la portada del álbum y las canciones de este. El domingo 23 de agosto, la banda liberó un nuevo tema llamado "True Friends", canción que sería la última liberada antes del lanzamiento oficial del álbum. Finalmente, el 11 de septiembre de 2015, la banda británica lanzó al público la venta de su nuevo álbum. Ha dado lugar a varios videos musicales que incluyen "Drown", "Throne", "True Friends", "Follow You", "Avalanche" y "Oh No".
La banda se embarcó en una gira por Estados Unidos en octubre de 2015 con el apoyo de la banda de metalcore Issues y la banda de rock PVRIS. La banda también realizó una gira por Europa en noviembre de 2015, y se embarcó en una segunda gira por Estados Unidos en abril y mayo de 2016. Esto fue seguido por una gira por Australia en septiembre de 2016, y una segunda gira europea en noviembre de 2016.
El 22 de abril de 2016, la banda realizó un concierto en vivo con una orquesta dirigida por Simon Dobson en el Royal Albert Hall de Londres. El concierto marcó la primera vez que la banda se presentó con una orquesta en vivo. Fue grabado, y el álbum en vivo, Live at the Royal Albert Hall, fue lanzado el 2 de diciembre de 2016 a través de la plataforma de micromecenazgo PledgeMusic en CD, DVD y vinilo, con todas las ganancias donadas a Teenage Cancer Trust. Después del espectáculo, Fish insinuó la posibilidad de hacer una gira completa con una orquesta, y dijo: "Parece casi un poco vergonzoso hacer todo este esfuerzo durante meses y meses por una sola noche".

### Amo(2018)
En agosto de 2018, aparecieron carteles crípticos en las principales ciudades de todo el mundo con el mensaje "do you wanna start a cult with me?". Los carteles fueron atribuidos por los principales medios de comunicación a la banda solo por el uso del logo de hexagrama utilizado previamente por la banda. Durante este tiempo, la banda no ha reconocido públicamente su participación en la campaña. Cada póster proporcionó un número de teléfono único y una dirección de sitio web. El sitio web proporcionó un breve mensaje titulado "Una invitación a la salvación" y muestra la fecha del 21 de agosto de 2018. Las líneas telefónicas colocó a los fanáticos en espera con mensajes de audio largos y variados que cambiaron con frecuencia. Según informes, algunos de estos mensajes terminan con un clip de audio distorsionado de lo que se suponía que era música nueva de la banda.
El 21 de agosto, la banda lanzó un nuevo sencillo para su sexto álbum de estudio llamado "Mantra".  Al día siguiente confirmaron la salida del nuevo álbum de estudio: " Amo", para enero de 2019. En diciembre de 2018 se lanzó la lista de nominados al 61.ª ceremonia de los Premios Grammy en el cual la canción Mantra está nominada a mejor canción de rock.
El 21 de octubre, la banda lanzó su segundo sencillo "Wonderful Life" con Dani Filth, junto con la lista de canciones de Amo. Ese mismo día, la banda anunció que el álbum se había retrasado y ahora está programado para el 25 de enero de 2019.
El 1 de diciembre, se informó que durante un espectáculo en Ally Pally, un fanático murió en el mosh pit y fue escoltado por paramédicos y de seguridad. Un día después, la banda lo confirmó con una declaración: "Las palabras no pueden expresar lo horrorizados que nos sentimos esta noche después de escuchar la muerte de un joven en nuestro show anoche. Nuestros corazones y nuestras más sinceras condolencias están con su familia y seres queridos en este momento terrible. Comentaremos más a su debido tiempo".
El 3 de enero de 2019, la banda lanzó su tercer sencillo "Medicine" y su video musical correspondiente. El 22 de enero, tres días antes del lanzamiento del álbum, la banda lanzó el cuarto sencillo "Mother Tongue". El 24 de enero, la banda lanzó el quinto sencillo "Nihilist Blues" con Grimes.
El 26 de julio, la banda lanzó el sexto sencillo "Sugar Honey Ice & Tea" junto con un video musical que lo acompaña.  El 21 de octubre, la banda lanzó el séptimo sencillo "In the Dark" junto con un video musical con Forest Whitaker. El 6 de noviembre, la banda lanzó una nueva canción titulada "Ludens", que es parte de Death Stranding: Timefall, junto con la noticia de que la banda está planeando no lanzar un álbum de nuevo y en su lugar quieren lanzar EPs.

### Music to Listen To...(2019-2020)
El 27 de diciembre de 2019 la banda sin previo aviso publicó en todas las plataformas digitales su tercer EP titulado Music to Listen To....
Oliver Sykes ha declarado que este EP es el uso de múltiples fragmentos del Disco Amo y fragmentos de distintos demos, para después reunirlo y convertirlo en un trabajo experimental completamente diferente.
Esta referencias entre ambos trabajos podemos observarlo claramente en como "Steal Something." contiene elementos de "I Apologise If You Feel Something", la canción "¿" interpola "In the dark", y porciones musicales de "A Devastating Liberation" están sampleadas de "Why You Gotta Kick Me When I'm Down?".
El EP Music to Listen To… se aleja del uso de guitarras y las estructuras de canciones anteriores de la banda, captando un estilo descrito como electropop,. electrónica, ambient, experimental, industrial, trip hop, y post-rock.

### Post Human: Survival HorroryNex Geny salida de Fish (2020-presente)
El 20 de marzo de 2020, Oliver Sykes compartió en redes sociales recomendaciones para la pandemia de COVID-19, así mismo compartió que la banda aprovecharía el periodo para recluirse en el estudio, y así componer y grabar el material de su octavo trabajo, el cual se espera que sea un EP.
El 25 de junio, la banda lanzó un nuevo sencillo "Parasite Eve" junto con un video musical que lo acompaña. El mismo día, la banda también anunció un nuevo proyecto en el que han estado trabajando titulado Post Human, que dijeron que eran cuatro EPs lanzados en todo al año siguiente, que cuando se combina, haría un álbum. Su siguiente sencillo "Obey", una colaboración con el cantante inglés Yungblud, fue lanzado el 2 de septiembre de 2020. El video musical de la canción se estrenó el mismo día. El 14 de octubre, la banda anunció oficialmente a través de las redes sociales que Post Human: Survival Horror se lanzará el 30 de octubre de 2020.
La banda colaboró con la cantante Olivia O'Brien en una canción titulada "No More Friends". La canción pertenece al EP Episodes: Season 1’ de O'Brien, que se lanzó el 11 de junio de 2021.
La banda lanzó su vigesimosegundo, vigésimo segundo (22º) sencillo llamado DiE4u fue lanzado con su video oficial en el que se estrenó el 16 de septiembre de 2021. Dirigido por el vocalista de la misma banda Oliver Sykes ha declarado que este sencillo pertenece al género Emo Futurista con la temática de Vampiros.
La banda colaboró con el guitarrista Tom Morello en una canción titulada "Let's Get The Party Started". La canción pertenece al álbum The Atlas Underground Fire de Morello, que se lanzó el 22 de septiembre de 2021.
La banda colaboró con el dúo ruso de música electrónica IC3PEAK en una canción titulada "VAMPIR". La canción pertenece al Sencillo VAMPIR que se lanzó el 9 de diciembre de 2021.
En febrero de 2022, se informó que la banda contribuiría a la banda sonora y proporcionaría el tema principal de Gran Turismo 7. Unos días después, la banda lanzó su interpretación de "Moon Over the Castle" como sencillo antes de lo previsto. debido a que la canción se filtró temprano.
En los 42nd Brit Awards, la banda se presentó como un acto sorpresa para interpretar "Bad Habits" junto a Ed Sheeran. El 17 de febrero, se lanzó la versión de estudio de "Bad Habits" de Ed Sheeran con la banda.
El 16 de marzo, la banda apareció en el cuarto sencillo "Maybe" de Mainstream Sellout de Machine Gun Kelly. Se convertiría en la primera canción de la banda en llegar al Billboard Hot 100, debutando en el puesto 91.
El 26 de marzo, la banda se burló de un sencillo colaborativo con el rapero australiano Masked Wolf en sus plataformas de redes sociales titulado "Fallout", que se lanzará el 1 de abril de 2022.
El 21 de abril, la banda apareció en el sencillo "Bad Life" de la cantante noruega Sigrid. de su álbum How to Let Go.
Durante el evento de Malta de Bring Me the Horizon el 26 de mayo, la banda presentó su último sencillo "sTraNgeRs" por primera vez en su set de DJ. El 22 de junio, la banda anunció oficialmente el lanzamiento del sencillo el 6 de julio. Luego, el sencillo se lanzó junto con un video musical que lo acompañaba. Bring Me the Horizon está listo para encabezar el festival de música australiano Good Things en diciembre. El 4 de mayo de 2023 se estrenó el sencillo "LosT", subiéndose ese mismo día el videoclip de la canción. El 1 de junio de 2023, la banda lanzó el sencillo "Amen!" con Daryl Palumbo de Glassjaw y Lil Uzi Vert. El 10 de junio de 2023, la banda anunció la segunda entrega de Post Human, Post Human: Nex Gen, que se lanzará el 15 de septiembre de 2023. El 24 de agosto, el líder Oli Sykes confirmó a través de un comunicado en sus redes sociales oficiales que el lanzamiento se retrasa debido a "circunstancias imprevistas" que dejaron a la banda "incapaz de completar el disco al nivel con el que estaríamos contentos". El 13 de Octubre la banda lanzaría su sencillo "DArkSide" El 22 de diciembre de 2023, la banda anunció que se separarían del teclista Jordan Fish.

## Miembros
| Miembros actuales - Oliver Sykes - voz principal (2003-presente) - Matt Kean - bajo (2003-presente) - Lee Malia - guitarra líder (2003-presente) - Matt Nicholls - batería (2003-presente) Miembros de gira actuales - John Jones - guitarra rítmica (2014-presente) coros (2024-presente) Antiguos miembros - Curtis Ward - guitarra rítmica (2003-2009) - Jona Weinhofen - guitarra rítmica, teclados, coros (2009-2013) - Jordan Fish - teclado, programación, coros (2012-2023) | Miembros en vivo - Dean Rowbotham − guitarra rítmica (2009) - Dan Searle − batería (2011) - Robin Urbino – guitarra rítmica (2013) - Tim Hillier-Brook − guitarra rítmica (2013) - Brendan MacDonald - guitarra rítmica (2013-2014) - Stephen Harrison - bajo (2019) |

## Discografía
Álbumes de estudio
- 2006: Count Your Blessings
- 2008: Suicide Season
- 2010: There Is A Hell Believe Me I've Seen It. There Is A Heaven, Let's Keep It A Secret
- 2013: Sempiternal
- 2015: That's the Spirit
- 2019: Amo
- 2024: Post Human: Nex Gen

Otros lanzamientos comerciales
- 2006: This is What the Edge of Your Seat Was Made For
- 2019: Music to Listen To...
- 2020: Post Human: Survival Horror

## Premios
| Año  | Trabajo                                                                             | Premio                                                        | Resultado |
| ---- | ----------------------------------------------------------------------------------- | ------------------------------------------------------------- | --------- |
| 2006 | Bring Me The Horizon                                                                | Kerrang! Awards: Mejor nuevo artista británico                | Ganador   |
| 2008 | Bring Me The Horizon                                                                | Kerrang! Awards: Mejor banda británica                        | Nominado  |
| 2009 | Bring Me The Horizon                                                                | Kerrang! Awards: Mejor banda británica                        | Nominado  |
| 2011 | Blessed with a Curse                                                                | Kerrang! Awards: Mejor sencillo                               | Nominado  |
| 2011 | Bring Me The Horizon                                                                | Kerrang! Awards: Mejor banda británica                        | Nominado  |
| 2011 | There Is a Hell, Believe Me I've Seen It. There Is a Heaven, Let's Keep It a Secret | Kerrang! Awards: Mejor álbum                                  | Ganador   |
| 2011 | Bring Me The Horizon                                                                | AIM Independent Music Awards: Mejor acto en vivo              | Nominado  |
| 2011 | Bring Me The Horizon                                                                | AIM Independent Music Awards: Artista o banda que más trabaja | Nominado  |
| 2011 | Bring Me The Horizon                                                                | AIM Independent Music Awards: Avance independiente del año    | Nominado  |
| 2012 | Alligator Blood                                                                     | Kerrang! Awards: Mejor vídeo                                  | Ganador   |
| 2013 | Shadow Moses                                                                        | Kerrang! Awards: Mejor sencillo                               | Nominado  |
| 2013 | Shadow Moses                                                                        | Kerrang! Awards: Mejor vídeo                                  | Nominado  |
| 2013 | Sempiternal                                                                         | Kerrang! Awards: Mejor álbum                                  | Nominado  |
| 2013 | Bring Me The Horizon                                                                | Kerrang! Awards: Mejor banda británica                        | Ganador   |
| 2014 | Bring Me The Horizon                                                                | Kerrang! Awards: Mejor banda en vivo                          | Ganador   |
| 2014 | Bring Me The Horizon                                                                | Kerrang! Awards: Mejor banda británica                        | Nominado  |
| 2014 | Sempiternal                                                                         | Alternative Press Music Awards: Mejor álbum                   | Ganador   |
| 2014 | Bring Me The Horizon                                                                | Alternative Press Music Awards: Mejor banda internacional     | Ganador   |
| 2015 | Drown                                                                               | Alternative Press Music Awards: Mejor vídeo                   | Ganador   |
| 2015 | Bring Me The Horizon                                                                | Kerrang! Awards: Mejor banda británica                        | Ganador   |
| 2015 | Drown                                                                               | Kerrang! Awards: Mejor sencillo                               | Nominado  |
| 2016 | Bring Me The Horizon                                                                | Kerrang! Awards: Mejor banda británica                        | Nominado  |
| 2016 | True Friends                                                                        | UK Music Video Awards: Mejor vídeo de Rock/Inde               | Nominado  |
| 2017 | Bring Me The Horizon                                                                | NME Awards: Mejor banda en vivo                               | Nominado  |
| 2017 | Bring Me The Horizon                                                                | NME Awards: Momento musical del año                           | Nominado  |
| 2019 | Mantra                                                                              | Grammy Awards: Mejor canción de rock                          | Nominado  |
| 2019 | Amo                                                                                 | Kerrang! Awards: Mejor álbum                                  | Nominado  |
| 2019 | Bring Me The Horizon                                                                | Kerrang! Awards: Mejor banda británica                        | Ganador   |
| 2020 | Amo                                                                                 | Grammy Awards: Mejor álbum de rock                            | Nominado  |

## Nota
1. ↑  Además de un autobús y 500 dólares de combustible para el recorrido.